# Bart
BART (яп. バート ба:то) — ежемесячный японский журнал, выпускаемый компанией Shueisha с мая 1991 по март 2000 года. Его целевой аудиторией были мужчины, представители среднего класса, в возрасте от 22 до 32 лет. Первоначально журнал продавался плохо. В 1997 году руководство над ним принял главный редактор популярного японского издания Shonen Jump Нобухико Хориэ, реформировавший внешний вид и содержание BART и превративший его в один из самых продаваемых мужских журналов Японии.
В августе 1998 года BART был переименован в BART 3230 (цифры телефонного номера офисов Shueisha). С этого времени в журнале начала публиковаться манга для мужчин (сэйнэн). В марте 2000 выпуск издания был прекращён.